# Муміас Шугер (футбольний клуб)
Футбольний клуб «Муміас Шугер» або просто «Муміас Шугер» (англ. Mumias Sugar Football Club) — професіональний кенійський футбольний клуб з міста Муміас. Домашні матчі проводить на Спортивному комплексі Муміас, який вміщує 10 000 глядачів.

## Історія
Заснований 1977 року в місті Муміас. Спочатку виступав у регіональних футбольних змаганнях. Допоки в сезоні 1986 року не завоював путівку до Кенійської національної футбольної ліги, у своєму дебютному сезоні в еліті кенійського футболу «цукровики» фінішували на 13-у місці (серед 20-и команд). Злет команди розпочався в 1997 році. Того року «Муміас Шугер» став бронзовим призером чемпіонату, 1998 року — срібним, а наступного року виграв національний чемпіонат. Однак 2 грудня 1999 року Кенвйська футбольна асоціація визнала матч між «Муміас Шугер» та «Кісуму Ол Старз» (відбувся 28 листопада й завершився перемогою «цукровиків» з рахунком 10:0) таким, що має договірний характер. Для того, щоб стати чемпіоном, команді потрібно було виграти з різницею в +7 та більше м'ячів. Обидві команди дискваліфікували на один рік, а чемпіоном визнали «Таскер» (Найробі). Дискваліфіковані клуби повинні були розпочати сезон 2000 року в другій лізі, проте схема проведення турніру була змінена, через що обидві команди були допущені до першої ліги вже наступного сезону. У 2000 та 2001 роках команда ставала бронзовим призером Прем'єр-ліги. Сезон 2002/03 років вона також завершила на 3-у місці.
У сезоні 2003/04 років через конфлікт між Кенійською футбольною асоціацією (КФФ) та Міністерством спорту Кенії Федерація була тимчасово розпущена та замінена СТГ (Комітетом перехідних пакетів власників акцій — англ. Stake-holders Transition Committee). Більшість провідних клубів країни змагалися у чемпіонатах СТГ (згодом КПФГ). 12 клубів, у тому числі й «Муміас Шугер», утворили Кенійську національну футбольну лігу (КНФЛ). Обидві ліги закінчили сезон 2003/04 років до 30 червня 2004 року, а потім вирішили об'єднатися в один чемпіонат, який повинен був розпочати сезон 1 вересня 2004 року. У сезоні 2004/05 років клуб вп'яте завоював бронзові медалі Прем'єр-ліги.
29 червня 2007 року було оголошено, що клуб через фінансові труднощі припиняє існування, а всі їх результати в сезоні 2006/07 року анульовуюються.

## Досягнення
- Прем'єр-ліга Кенії
  -  Чемпіон (1): 1999
  -  Срібний призер (1): 1998
  -  Бронзовий призер (5): 1997, 2000, 2001, 2002/03, 2004/05

- Кубок президента Кенії
  -  Володар (2): 1996, 1999
  -  Срібний призер (1): 2002

## Статистика виступів у континентальних змаганнях
| Сезон | Турнір                     | Раунд | Клуб                  | Вдома | На виїзді | Загалом |
| ----- | -------------------------- | ----- | --------------------- | ----- | --------- | ------- |
| 1997  | Кубок володарів кубків КАФ | 1     | «Ель-Мокаволун»       | 0-0   | 0-2       | 0-2     |
| 1999  | Кубок КАФ                  | 1     | «Ферроваріу ді Бейра» | 1-1   | 0-1       | 1-2     |